# Quimera Loky
Quimera Loky és una bèstia festiva i popular vinculada al barri de Sants, Barcelona. Representa una quimera, ésser mitològic alat amb cap de lleó, cos de cabra i cua de serp. Té una estructura amb rodes que es mou empesa pels membres de la colla i permet que un dels diables que l'acompanyen vagi a sobre. Quan es fa fosc se li encenen els ulls —tant els del lleó com els de la serp—, característica que en reforça la mirada agressiva.
La idea de construir aquesta peça va sorgir de la colla Guspires de Sants, que volia una bèstia foguera per a animar els espectacles pirotècnics, juntament els diables. Se'n va encarregar la construcció a l'artista Dolors Sans, de Vilafranca del Penedès, i el 2013 va néixer la quimera Loky, l'única peça d'imatgeria festiva d'aquesta espècie de Barcelona.
La quimera es va presentar a Sants el mes de juny del 2013, en una cerimònia de bateig en què van participar el gat Sírius del Poble-sec i en Nébula de la Trinitat Vella, obres de la mateixa artista, Dolors Sans. Des de llavors, la Loky participa en les trobades de bestiari i en espectacles pirotècnics de la colla, tant al barri com a fora, sempre acompanyada de diables i tabalers de totes les edats.